# Sid Meier's Pirates!
Sid Meier's Pirates! je strateško-akcijsko-pustolovska videoigra razvijalcev Firaxis Games, ki je izšla leta 2004 pri založbi Atari. Igra je predelava Sid Meierjeve prejšnje igre iz 1987, prav tako imenovane Sid Meier's Pirates. V splošnem je igra podobna izvirniku, čeprav je sedaj dogajanje predstavljeno v treh dimenzijah. Nekateri elementi, kot opazovanje sonca so bili odstranjeni, drugi pa so novi, kot na primer ples v dvorani in izboljšan sistem kopenskega boja.

## Zgodba
Nova igra se začne s kratko zgodbo o dogajanju davno nazaj: zlobni španski plemič, markiz de la Montalban, zasužnji junakovo družino, saj družina ne more plačati svojih dolgov, ki mu jih, ko se flota ladij pod njihovim nadzorom izgubi na morju, dolguje. Junaku, v tem času še fantiču, se uspe izogniti ugrabitvi. 
10 let kasneje ta fant, zdaj odrasel, vstopi v gostilno, kjer mu je dana možnost, da opredeli svoje ime, težavnostno stopnjo, posebne spretnosti in izbere svojo ero. Potem ko izbere vse to, se mora igralec odločiti za katero državo bo plul -  Anglijo, Nizozemsko, Španijo ali Francijo.
V vsakem primeru je potovanje na tej ladji ostro in kapitan obravnava junaka in njegovo posadko kot sužnje, dokler junak ne spodbudi upora zaradi kapitanovega slabega ravnanja. Posadka določi kapitanovo usodo in izbere junaka za svojega kapitana. Po tem je ladja junakova in postavljen je na kratki razdalji od glavnega mesta ladjine nacionalnosti.

## Sistemske zahteve
Windows 98/Me/2000/XP, Pentium III ali AMD Athlon 1 GHz oz. boljši, 256 MB RAM, 1.4 GB prostora na trdem disku, 4X CD-ROM pogon (priporočeno 8X), grafična kartica s 64 MB spomina in podporo za T&L